# (472271) 2014 UM33
(472271) 2014 UM33, também escrito como (472271) 2014 UM33, é um objeto transnetuniano que está localizado no Cinturão de Kuiper, uma região do Sistema Solar. Ele possui uma magnitude absoluta de 4,3 e tem um diâmetro estimado com cerca de 607 quilômetros, o que qualifica o mesmo como um candidato com chance de aumentar a lista oficial de planetas anões.

## Descoberta
(472271) 2014 UM33 foi descoberto no dia 22 de outubro de 2014 pelo Mt. Lemmon Survey.

## Órbita
A órbita de (472271) 2014 UM33 tem uma excentricidade de 0,236 e possui um semieixo maior de 41,964 UA. O seu periélio leva o mesmo a uma distância de 32,077 UA em relação ao Sol e seu afélio a 51,851 UA.